# Englische Frauen-Cricket-Nationalmannschaft in Indien in der Saison 2017/18
Die Tour der englischen Cricket-Nationalmannschaft nach Indien in der Saison 2017/18 fand vom 6. bis zum 12. April 2018 statt. Die internationale Cricket-Tour war Bestandteil der Internationalen Cricket-Saison 2017/18 und umfasste drei WODIs. Indien gewann die WODI-Serie 2–1.

## Vorgeschichte
Beide Mannschaften bestritten zuvor zusammen mit Australien die India Women’s Tri-Nation Series 2017/18. Das letzte Aufeinandertreffen der beiden Mannschaften bei einer Tour fand in der Saison 2014 in England statt.

## Stadien
Das folgende Stadion wurde für die Tour als Austragungsort vorgesehen.
| Stadion                              | Stadt  | Kapazität | Spiele       |
| ------------------------------------ | ------ | --------- | ------------ |
| Vidarbha Cricket Association Stadium | Nagpur | 45.000    | 1. – 3. WODI |

## Kaderlisten
Indien benannte seinen Kader am 26. März 2018.
| WODI | WODI |
| Indien | Australien |
| --- | --- |
| - Mithali Raj (K) - Harmanpreet Kaur (VK) - Ekta Bisht - Rajeshwari Gayakwad - Jhulan Goswami - Dayalan Hemalatha - Veda Krishnamurthy - Smriti Mandhana - Shikha Pandey - Jemimah Rodrigues - Deepti Sharma - Devika Vaidya - Pooja Vastrakar - Sushma Verma (wk) - Poonam Yadav | - Heather Knight (K) - Tammy Beaumont - Kate Cross - Alice Davidson-Richards - Sophie Ecclestone - Georgia Elwiss - Tash Farrant - Katie George - Jenny Gunn - Alex Hartley - Danielle Hazell - Amy Jones (wk) - Anya Shrubsole - Bryony Smith - Natalie Sciver - Fran Wilson - Danni Wyatt |

## Tour Matches
| 3. April Scorecard | Nagpur | India A 211-4 (50)            | – | England 252 (49.2) |
|                    |        | England gewinnt mit 4 Wickets |   |                    |

## Women’s One-Day Internationals

### Erstes WODI in Nagpur
| 6. April Scorecard | Nagpur | England 207 (49.3)          | – | Indien 209-9 (49.1) |
|                    |        | Indien gewinnt mit 1 Wicket |   |                     |

England gewann den Münzwurf und entschied sich als Schlagmannschaft zu beginnen. Als Spielerin des Spiels wurde Smirti Mandhana ausgezeichnet.

### Zweites WODI in Nagpur
| 9. April Scorecard | Nagpur | Indien 112 (37.2)             | – | England 117-2 (29) |
|                    |        | England gewinnt mit 8 Wickets |   |                    |

Indien gewann den Münzwurf und entschied sich als Schlagmannschaft zu beginnen. Als Spielerin des Spiels wurde Sophie Ecclestone ausgezeichnet.

### Drittes WODI in Nagpur
| 12. April Scorecard | Nagpur | England 201-9 (50)           | – | Indien 202-2 (45.2) |
|                     |        | Indien gewinnt mit 8 Wickets |   |                     |

England gewann den Münzwurf und entschied sich als Schlagmannschaft zu beginnen. Als Spielerin des Spiels wurde Deepti Sharma ausgezeichnet.

## Auszeichnungen

### Player of the Series
Als Player of the Series wurden der folgende Spieler ausgezeichnet.
| Serie | Player of the Series |
| ----- | -------------------- |
| WODI  | Smirti Mandhana      |

### Player of the Match
Als Player of the Match wurden die folgenden Spielerinnen ausgezeichnet.
| Spiel   | Player of the Match |
| ------- | ------------------- |
| 1. WODI | Smirti Mandhana     |
| 2. WODI | Sophie Ecclestone   |
| 3. WODI | Deepti Sharma       |